# RRAFAGA J-1 Martín Fierro
Lo RRAFAGA J-1 Martín Fierro è un aereo agricolo costruito dall'azienda argentina Ronchetti y Razzetti Aviación S.A. nella prima metà degli anni settanta del XX secolo, e rimasto allo stadio di prototipo.

## Storia del progetto
Nei primi metà degli anni settanta del XX secolo il Consejo de la Industria Aeronáutica (controllato dalla Fuerza Aérea Argentina) lanciò un programma per la costruzione di nuovi tipi di aeroplano da realizzarsi completamente in Argentina. A partire dal 1975 i progettisti argentini Julio Razzetti e Julio di Giuseppe costruirono presso la Ronchetti y Razzetti Aviación S.A. di Rosario, un nuovo velivolo da utilizzare per i lavori agricoli che fu designato RRAFAGA J-1 Martin Fierro. Il prototipo, con matricola sperimentale LV-X-56, volò per la prima volta il 18 dicembre 1975 nelle mani del collaudatore Osman Fernándes, senza manifestare alcun inconveniente, e ottenendo subito dopo la certificazione presso il Centro de Ensayos en Vuelo di Córdoba.

## Tecnica
Il J-1 Martin Fierro era un monoplano ad ala bassa, monoposto per lavori agricoli.
La configurazione alare è monoplana, con ala bassa a sbalzo di costruzione interamente metallica. I piani di coda, della superficie di 4,40 m², sono a sbalzo e di costruzione completamente metallica. Gli alettoni sono di tipo Frise mentre gli ipersostentatori sono di tipo Fowler.
Il propulsore è un AVCO-Lycoming IO-540-KIA-5 a 6 cilindri erogante la potenza di 300 hp, azionante un’elica tripala.
La fusoliera ha sezione rettangolare, con struttura in tubi d’acciaio saldati, e ricoperta da pannelli metallici che possono venire rapidamente sostituiti per facilitare la manutenzione del velivolo. Il carrello d'atterraggio è triciclo posteriore fisso, con le ruote montate sulle gambe principali senza controventatura, e ruotino di coda sterzabile. La carreggiata è di 2,40 m.
La cabina di pilotaggio, completamente chiusa, è posta in posizione alta per assicurare buona visibilità al pilota. In caso di atterraggio di emergenza con ribaltamento dell’aereo, una struttura tubolare protegge il pilota. All’interno della fusoliera, poco avanti all’abitacolo del pilota, è contenuto il serbatoio in fibra di vetro per i prodotti chimici, sia liquidi che solidi.

## Impiego operativo
Il prototipo LV-X-56 fu esibito alla VII Convención Nacional de Aplicadores del 1976, e due ditte francesi manifestarono interesse ad acquistarne la licenza di produzione. La Ronchetti & Razzetti si attrezzò per produrre una prima serie di aerei, avviando nel contempo lo sviluppo di un derivato più grande e potente.
Quando il prototipo effettuò il suo primo volo la situazione politica ed economica argentina era notevolmente mutata rispetto al 1972, e a causa di ciò la FAA tolse il suo appoggio al programma J-1 Martín Fierro. Anche le trattative avviate con i francesi sfociarono in un nulla di fatto e, senza l’appoggio dei militari, il progetto di costruire in serie il velivolo divenne irrealizzabile.
La Ronchetti & Razzetti fu costretta a vendere l’aereo e i nuovi proprietari lo trasferirono a La Rioja dove rimase inutilizzato all’interno di un hangar.

### Annotazioni
1. ↑  Il bordo di attacco alare è completamente smontabile per permettere la sua sostituzione in caso fosse danneggiato.
2. ↑  E costituiscono il 10% della superficie alare.
3. ↑  E costituiscono il 10% della superficie alare.
4. ↑  Gli ipersostentatori si estendono per il 10% della superficie alare.
5. ↑  Tale velivolo doveva essere propulso da una turboelica e disporre di maggiore capacità di carico.

### Periodici
- Marcelo W. Miranda, Martin Fierro:aereo agricolo argentino, in Aviazione & Marina Internazionale, n. 152, Genova, maggio 1978,  p. 24.